# Dantons Tod
Dantons Tod (en alemany, La mort de Danton) és una òpera en dos actes de Gottfried von Einem sobre un llibret de Boris Blacher i el mateix compositor, basat en l'obra homònima de 1835 de Georg Büchner. Es va estrenar al Festival de Salzburg el 6 d'agost de 1947. Va ser revisada el 1955.

## Representacions
Dantons Tod va ser estrenada al festival de Salzburg de l'any 1947. Era la primera vegada que aquest festival estrenava una òpera d'un autor viu. Ferenc Fricsay va dirigir al Cor de l'Òpera de Viena, a l'Orquestra Filharmònica de la mateixa ciutat i als cantants com Maria Cebotari, Julius Paizak i Paul Schöffler. La direcció havia d'haver estat a càrrec d'Otto Klemperer, que no va poder pujar al podi per una sobtada malaltia.

## Personatges
| Funció               | Tipus de veu | Repartiment de l'estrena 6 d'agost de 1947 Director: Ferenc Fricsay |
| -------------------- | ------------ | ------------------------------------------------------------------- |
| Georges Danton       | baríton      | Paul Schöffler                                                      |
| Camille Desmoulins   | tenor        | Julius Patzak                                                       |
| Lucile               | soprano      | Maria Cebotari                                                      |
| Hérault de Séchelles | tenor        | Peter Klein                                                         |
| Robespierre          | tenor        | Josef Witt                                                          |
| Sant-Just            | baix         | Ludwig Weber                                                        |
| Simon                | baix         | Georg Hann                                                          |
| Julie                | mezzosoprano | Gisela Thury                                                        |
| Hermann              | baix         | Herbert Alsen                                                       |
| La muller de Simon   | contralt     | Rosette Anday                                                       |
| Home jove            | Tenor        | Erwin Nowaro                                                        |
| Dos executioners     | tenor, baix  | William Wernigk, Wilhelm Felden                                     |
| Dona                 | soprano      | Trude Ballasch                                                      |
| Cor (SATB)           |              |                                                                     |

## Enregistraments
- Paul Schöffler com a Danton, Julius Patzak com a Desmoulins i Maria Cebotari com a Lucile. Enregistrament en viu de l'estrena a Salzburg el 6 d'agost de 1947 amb la Viena Philharmonic i el cor de la Vienna State Opera dirigits per Ferenc Fricsay..
- Theo Adam, Werner Hollweg, Horst Hiestermann, Krisztina Laki, ORF Chor & Orchester, Lothar Zagrosek Orfeo 1983